# گیری بوی
هونگ شی یونگ (کره‌ای: 홍시영؛ زادهٔ ۲۴ ژانویه ۱۹۹۱) که بیشتر با نام هنری گیری بوی (انگلیسی: Giriboy; کره‌ای: 기리보이) شناخته می‌شود، رپر، خواننده، ترانه‌سرا، تهیه‌کننده موسیقی و بازیگر اهل کره جنوبی زیر نظر جاست میوزیک است.

## فیلم‌شناسی

### فیلم
| سال  | عنوان                   | نقش | توضیحات           | منابع |
| ---- | ----------------------- | --- | ----------------- | ----- |
| ۲۰۲۲ | نگاه اجمالی به لی هیوری |     | فیلم کوتاه تیوینگ | [ ۲ ] |

### مجموعه تلویزیونی
| سال  | عنوان        | نقش         | توضیحات             | عنوان |
| ---- | ------------ | ----------- | ------------------- | ----- |
| ۲۰۲۲ | ازدواج ممنوع | جونگ دو سوک | آغاز فعالیت بازیگری | [ ۳ ] |

### برنامه تلویزیونی
| سال  | عنوان            | نقش        | توضیحات            | منابع |
| ---- | ---------------- | ---------- | ------------------ | ----- |
| ۲۰۱۴ | شو می د مانی ۳   | شرکت کننده |                    |       |
| ۲۰۱۷ | های اسکول رپر    | داور       | به همراه سو چول گو | [ ۴ ] |
| ۲۰۱۸ | شو می د مانی ۷۷۷ | داور       | به همراه سوینگز    |       |
| ۲۰۱۹ | های اسکول رپر ۳  | داور       |                    |       |
| ۲۰۱۹ | شو می د مانی ۸   | داور       |                    |       |
| ۲۰۲۰ | شو می د مانی ۹   | داور       | به همراه زیون تی   |       |
| ۲۰۲۲ | بیبی سینگر       | معلم       |                    | [ ۵ ] |

## جوایز و نامزدی‌ها
| سال  | مراسم جوایز              | دسته                          | نامزد / اثر | نتیجه    | منابع  |
| ---- | ------------------------ | ----------------------------- | ----------- | -------- | ------ |
| ۲۰۱۹ | جوایز هیپ هاپ کره‌ای      | تهیه‌کننده سال                 | گیری بوی    | برنده    | [ ۶ ]  |
| ۲۰۱۹ | جوایز هیپ هاپ کره‌ای      | آرتیست سال                    | گیری بوی    | نامزدشده | [ ۷ ]  |
| ۲۰۱۹ | جوایز هیپ هاپ کره‌ای      | ترانه هیپ هاپ سال             | «فلکس»      | نامزدشده | [ ۷ ]  |
| ۲۰۱۹ | جوایز هیپ هاپ کره‌ای      | موزیک ویدئوی سال              | «فلکس»      | نامزدشده | [ ۷ ]  |
| ۲۰۱۹ | جوایز هیپ هاپ کره‌ای      | همکاری سال                    | «فلکس»      | نامزدشده | [ ۷ ]  |
| ۲۰۲۰ | جوایز هیپ هاپ کره‌ای      | تهیه‌کننده سال                 | گیری بوی    | برنده    | [ ۸ ]  |
| ۲۰۲۰ | جوایز هیپ هاپ کره‌ای      | آرتیست سال                    | گیری بوی    | نامزدشده | [ ۹ ]  |
| ۲۰۲۰ | جوایز موسیقی آسیایی ام‌نت | بهترین موسیقی اوربن و هیپ هاپ | «Eul»       | نامزدشده | [ ۱۰ ] |